# 서지오
서지오(본명: 서옥경, 1971년 5월 11일 ~ )는 대한민국의 가수이다.

## 데뷔
- 1993년 1집 앨범 "홀로서기"

## 음반
- 1993년 《홀로서기》
- 2000년 《어디 갔을까》
- 2002년 《아카시아》
- 2004년 《하이 하이 하이》
- 2007년 《바짝》
- 2008년 《가요 가세요》
- 2009년 《하니 하니》
- 2011년 《돌리도》, 《손수건을 던져요》
- 2016년 《수리수리 술술》
- 2018년 《여기서》[2]
- 2021년 《남이가》[3]
- 2022년 《앉지요》(single)[4]
- 2023년 《외출》(single)[5]
- 2023년 《I'M 서지오》(30주년 기념 스페셜 앨범)[6]

## 수상
- 1990년 부산MBC 신인가요제 금상 수상
- 1991년 MBC 강변가요제 입상
- 2008년 제15회 대한민국 연예예술상 사회봉사상
- 2010년 제16회 대한민국 연예예술상 연예발전공로 우정상
- 2012년 제20회 대한민국문화연예대상 성인가요 10대가수상
- 2012년 제2회 대한민국 다문화예술대상 10대 예술인상
- 2014년 제22회 대한민국문화연예대상 성인가요 10대가수상
- 2014년 KBS트로트대축제 올해의 가수상
- 2015년 KBS트로트대축제 올해의 가수상
- 2019년 제5회 스타예술대상 10대가수상
- 2020년 제26회 대한민국연예예술상 케이블방송사 선정 13대 가수상

## 경력
- 2022.04. ~ 풋살팀 《FC트롯퀸즈》창단 멤버

## 가족 관계
- 어머니 : 이정자 (1948년 ~ )
- 아들 : 백승리 (1997년 ~ )